# 博利厄站
博利厄站（Beaulieu）是布鲁塞尔地铁5号线的车站，位于比利时布鲁塞尔首都大区奥德海姆。

## 名称
该站得名于附近的博利厄大道，其以比利时政治家阿道夫·勒阿迪·德·博利厄的名字命名。